# Fissidens platyneuros
Fissidens platyneuros är en bladmossart som beskrevs av Ferdinand François Gabriel Renauld och Jules Cardot 1897. Fissidens platyneuros ingår i släktet fickmossor, och familjen Fissidentaceae. Inga underarter finns listade i Catalogue of Life.